# Banco de Camden

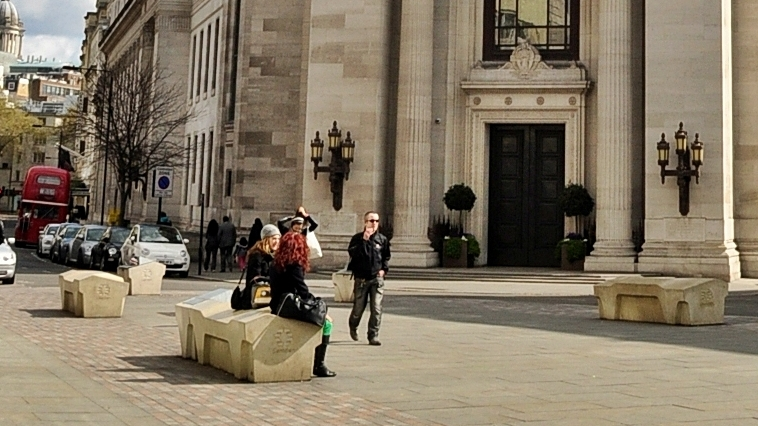
Bancos de Camden em uma rua de Londres.

Banco de Camden (Camden bench) é um bloco amorfo e incolor de concreto. O Banco de Camden leva o nome do conselho municipal do distrito londrino que primeiro encomendou esses bancos, Camden Town, instalados nas ruas de Londres em 2012. Possui um revestimento especial resistente a pichações e vandalismo. Sua superfície entroncada e sem traços característicos não oferece esconderijos para traficantes. Os lados angulares afastam skatistas, cartazes, lixo e chuva. O topo arqueado expulsa moradores de rua desabrigados. Ele foi especificamente projetado para garantir que não tenha nenhum outro uso além de um banco.